# MAZ-7917

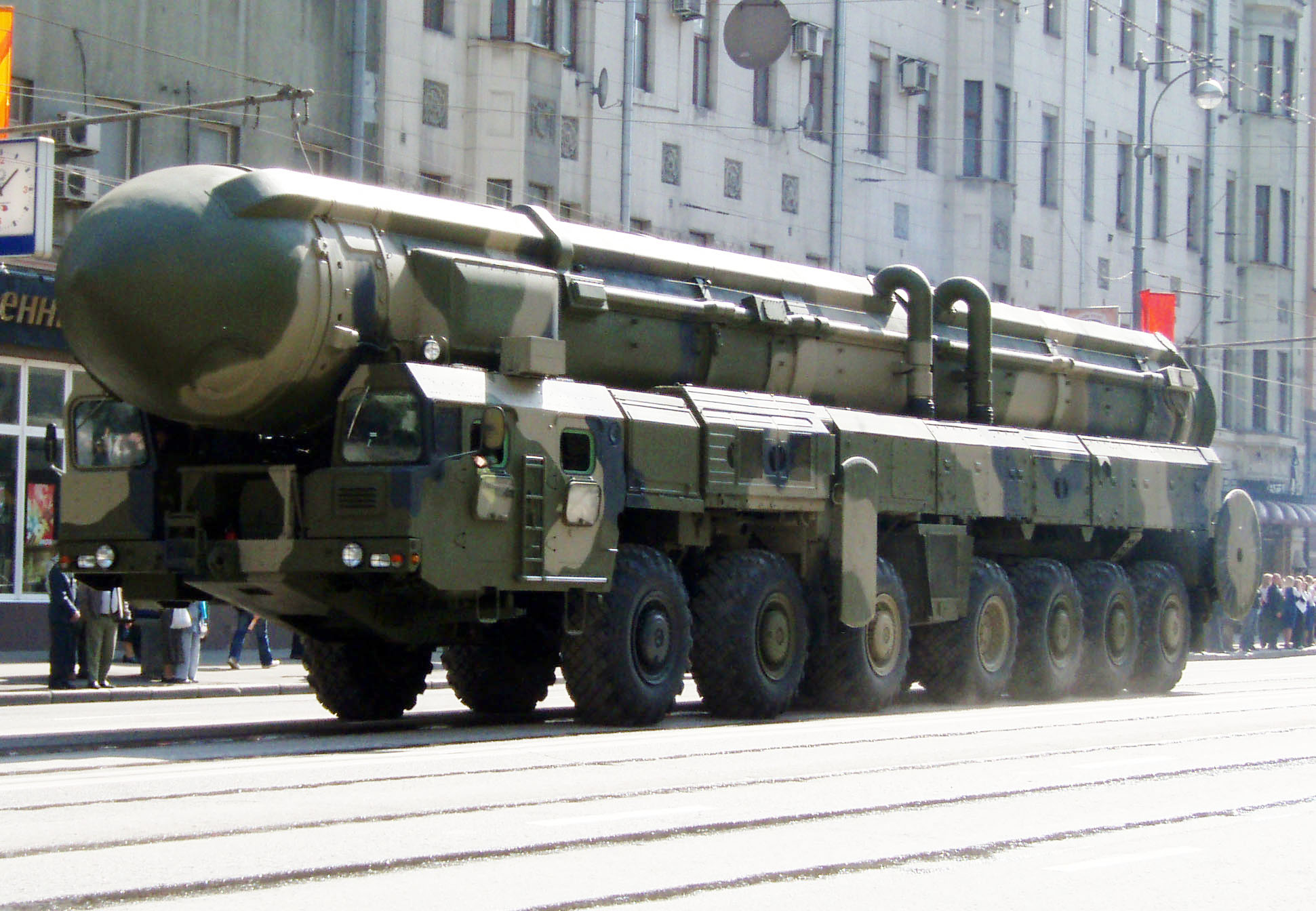

Le MAZ-7912/MAZ-7917 (en russe : МАЗ-7912/МАЗ-7917 ) est un camion lance-missiles/tracteur-érecteur-lanceur soviétique et russe conçu et développé par l'usine automobile de Minsk (MAZ) en Biélorussie.

## Historique
Développé principalement pour une utilisation de déploiement et de lancement du missile Topol-M, le modèle 7912 est de conception similaire au MAZ-547, mais dispose de sept essieux au lieu de six, dont un fixe.
Dans le milieu des années 1980, la variante MAZ-7917 a été introduite, avec une longueur augmentée d'un mètre et agrémentée d'une cabine semblable à celle du MAZ-7916.
À l'heure actuelle, la variante 8-essieux MZKT-7992 est utilisée pour transporter les missiles Topol-M et le MZKT-79921 le RS-26 Rubzeh, le RS-24 Iars et le futur RS-28 Sarmat.